# 鷲見京美
鷲見 京美（すみ きょうみ、1965年7月30日 - ）は、日本の元女子バスケットボール選手である。千葉県出身。
全日本として1990年女子世界選手権に出場した。